# Papa Leon al VIII-lea
Papa Leon al VIII-lea (n. 915 d.Hr., Roma, Statele Papale – d. martie 965 d.Hr., Roma, Statele Papale) a fost papă al Romei din 4 dec. 963. Numele lui înseamnă "leul" (lat.).
Predecesorul lui, Ioan al XII-lea,  a fost acuzat de nedemnitate și pe urmă destituit de către Împăratul Otto I.
Noul papă Leon a fost considerat un personaj demn, numai că în momentul numirii sale nu deținea nici o funcție bisericească. Împotrivă prevederilor canonice a fost uns de episcopul de Ostia mai întâi ostiar, apoi lecor, exorcist, acolit, sub-diacon, diacon, preot și în sfârșit episcop - toate astea în aceeași zi. Astfel, a fost considerat firește marioneta împăratului.
Ioan în schimb n-a vrut să renunțe la drepturile sale ținând după plecarea lui Otto din Roma un sinod. Episcopii care cu puțin timp înainte îl dăduseră jos, au dat același verdict împotrivă lui Leon, numai că Ioan, în data de 14 mai 964 a căzut victimă furiei unui soț gelos și înșelat de el.
Fără să se ocupe în continuare de Leon al VIII-lea (acesta își găsise adăpost în tabăra lui Otto), romanii l-au ales papă pe Benedict al V-lea(964/65). Pentru Otto această faptă era egală cu o trădare, așa că s-a dus cu o armată puternică la Roma, demițându-l pe Benedict și punându-l din nou pe Leon în locul lui. Acesta însă a decedat în martie 965.